# Moores Mill (Alabama)
Moores Mill é uma Região censo-designada localizada no estado americano de Alabama, no Condado de Madison.

## Demografia
Segundo o censo americano de 2000, a sua população era de 5178 habitantes.

## Geografia
De acordo com o United States Census Bureau, a localidade tem uma área de 35,9 km², sem área coberta por água.

## Localidades na vizinhança
O diagrama seguinte representa as localidades num raio de 24 km ao redor de Moores Mill.